# Alz
Die Alz ist der Abfluss des Chiemsees. Sie verlässt den Chiemsee am nördlichsten Punkt bei Seebruck und mündet nach 63 km bei der Alzspitze, etwa 2,5 km nordwestlich von Marktl, in den Inn. Rechnet man die 8 km südlich in den Chiemsee mündende Tiroler Achen (79 km, mit Quellfluss Kitzbühler Ache) hinzu, so ergibt sich eine Gesamtlänge von 150 km. Ihr natürlicher mittlerer Abfluss (ohne Wasserableitungen) betrüge etwa 69 m³/s, womit die Alz (nach der Salzach) der zweitgrößte Nebenfluss des Inns ist.

## Name
Der Fluss wird erstmals zwischen 785 und 798 als Alzus urkundlich erwähnt. Spätere Quelle nennen ihn Alezussa, Alzissa oder Alzussa. Die Grundform *Altisia ist keltischen Ursprungs und könnte mit den keltischen *alto- 'Höhe, Ufer' oder auch mit *el 'treiben, gehen' in Zusammenhang stehen.

## Geographie

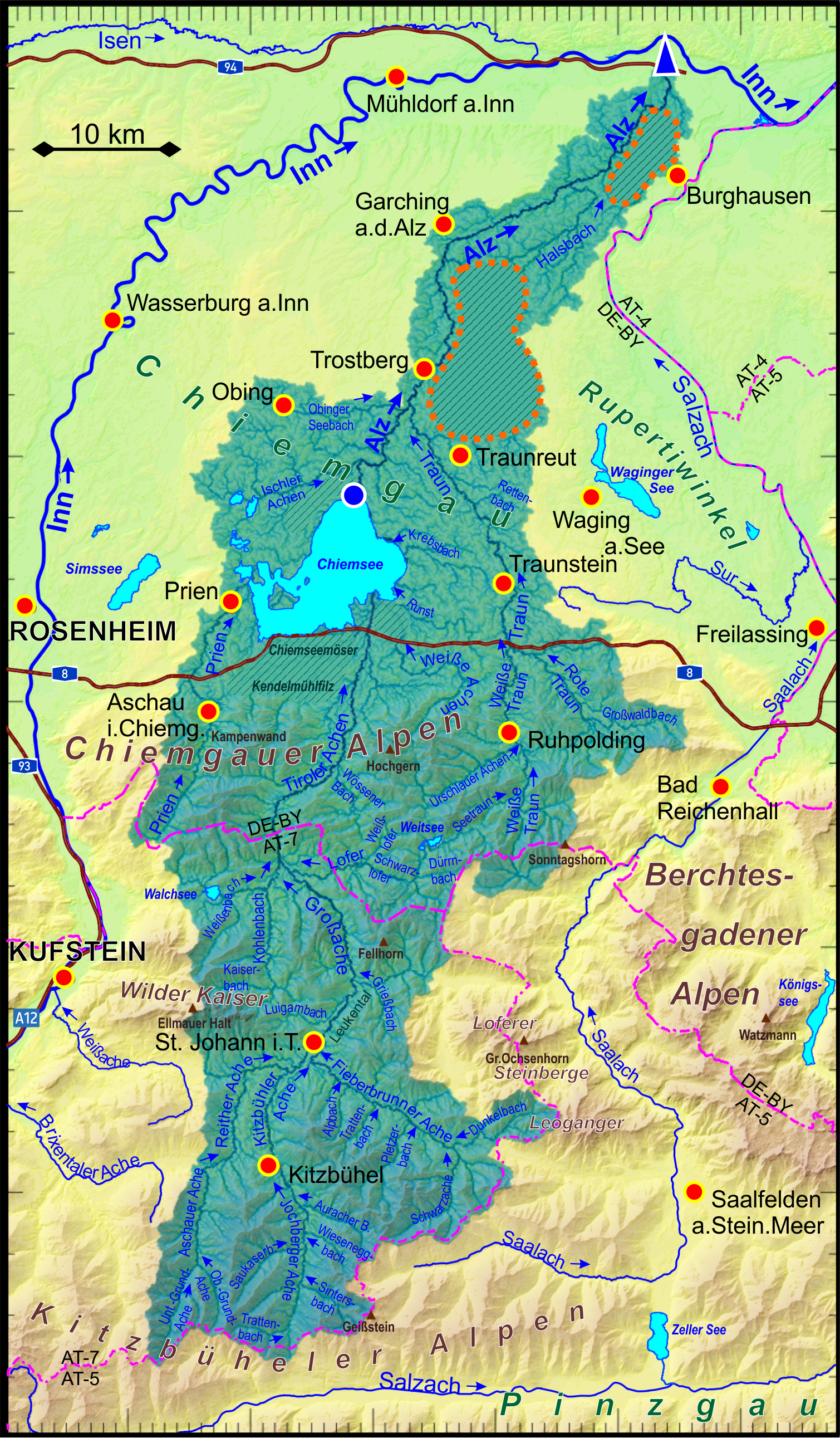
Einzugsgebiet der Alz

### Verlauf
Die Alz bildet zusammen mit ihren Oberlaufabschnitten südlich des Chiemsees (Tiroler Achen, Großache, Kitzbüheler Ache) ein zusammenhängendes Flusssystem. Man unterscheidet die Obere Alz, der Abschnitt vom Chiemsee bis nach Altenmarkt mit dem etwa 2 Meter hohen natürlichen Wasserfall und die Untere Alz, die sich, vom größten Nebenfluss Traun verstärkt, von Altenmarkt bis zur Mündung in den Inn erstreckt.
Ab Trostberg wird die Alz nahezu durchgehend vom Alzkanal begleitet, der bei Burgkirchen das Alztal nach Osten verlässt und einen Teil des Wassers direkt der Salzach zuführt.

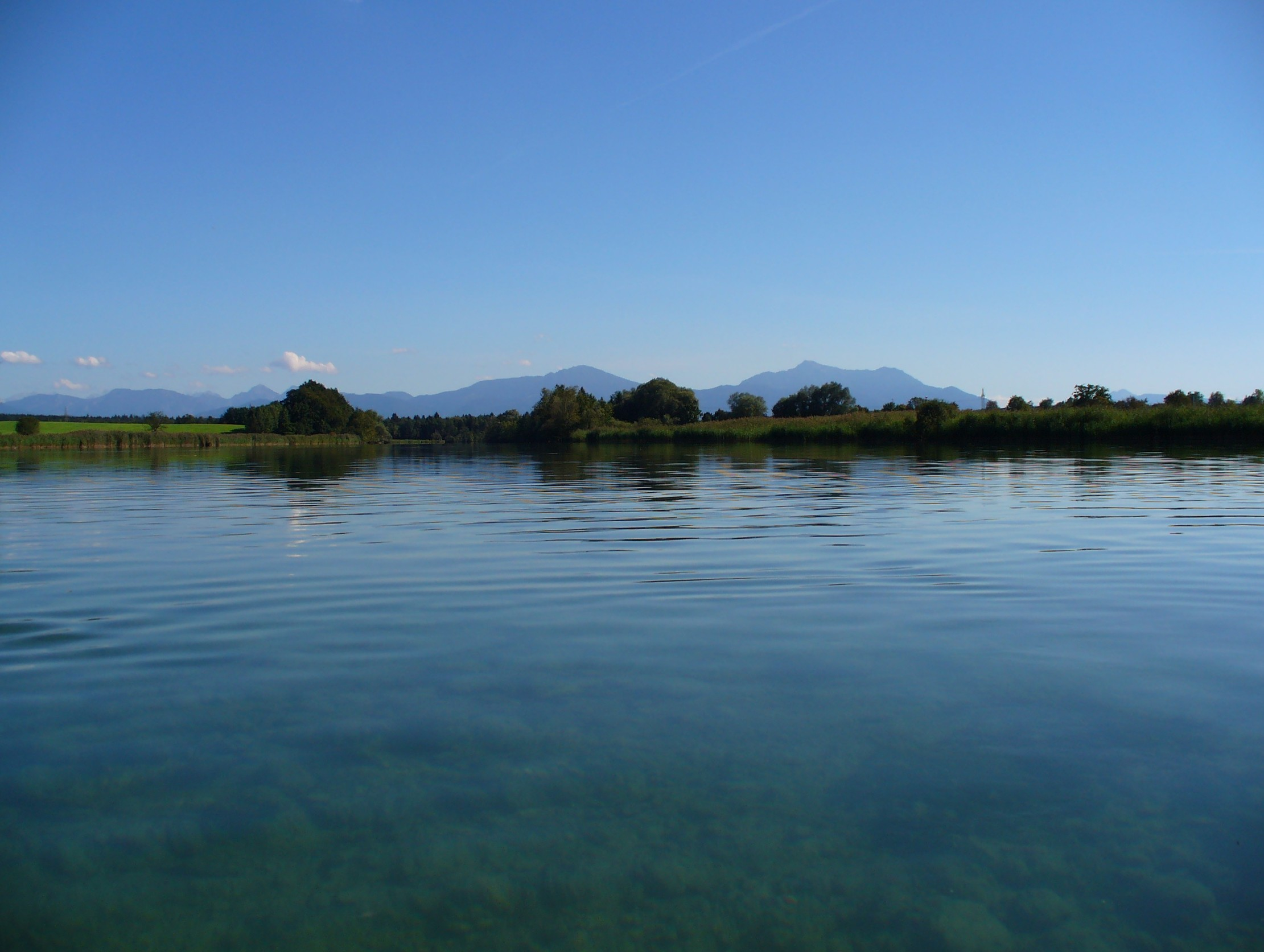
Obere Alz bei Truchtlaching

### Einzugsgebiet
Über die Alz werden Teile des Chiemgaus, der Chiemgauer Alpen und der Kitzbüheler Alpen entwässert. Mit einer Größe von ca. 2238 km² nimmt das Einzugsgebiet der Alz etwa 8,6 Prozent der Fläche des Gesamteinzugsgebiets des Inns ein. Dabei trägt die Alz mit ca. 9,3 Prozent zur Gesamtabflussmenge des Inns bei. Die an das Einzugsgebiet der Alz angrenzenden Gebiete gehören ebenfalls zum Einzugsgebiet des Inns, wobei die südlich und östlich angrenzenden Gebiete über die Salzach entwässern.

## Rezente/Subrezente Süßwasser-Onkoide in der Oberen Alz

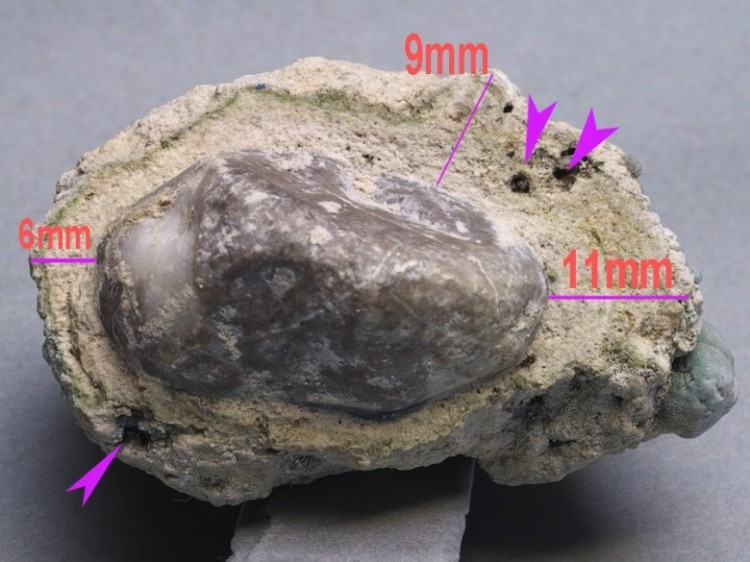
Rezenter Onkoid, Obere-Alz bei Truchtlaching

Die Obere Alz ist ein sommerwarmes, winterkaltes sowie kalkreiches Fließgewässer, in der an einigen günstigen Stellen Süßwasser-Onkoiden und Onkolith-Bildung (Kalkflächen/Kalkklippen) vorkommen.
Der Chiemsee dient dem Fluss als vorgeschalteter Puffer in Bezug auf Wasserführung (Menge) und Sedimentführung. Die saisonell bedingten Hochwasser mit starker Trübung/Geschiebeführung der Tiroler Ache, zum einen bei der Schneeschmelze im Frühjahr, zum anderen bei langanhaltenden Regenperioden im Sommer, erreichen die Alz deutlich abgemildert.
Ohne diese Pufferung wäre das Vorkommen und Wachstum der Onkoide nicht möglich, denn nur bei geeigneter Fließgeschwindigkeit, Licht (geringe Trübung) und Wärme sind geeignete Bedingungen gegeben.
Vor allem im obersten Teilabschnitt bis Truchtlaching (geringes Gefälle/niedrige Fließgeschwindigkeit) sind ausgedehnte Bereiche mit Onkoid und Onkolith dokumentiert.
Die auf den Kernen (nuklei), bestehend aus fluvio-glazialem Geröll, aufwachsende Kalkschicht wird durch kalzifizierende Cyanobakterien gebildet. Schichtdicken von mehreren Zentimetern sind keine Seltenheit. Durch das Auslegen von markierten Nuklei (Wachstumsexperiment) und die Beobachtung über mehrere Jahre konnte das In-Situ-Wachstum der Alz-Onkoide nachgewiesen werden.

## Industrielle Nutzung
Im Bereich der Unteren Alz ist der Fluss auf seinem Weg durch das Bayerische Chemiedreieck von starker industrieller Nutzung geprägt. Ab Trostberg wird durch mehrfache Kanal-Ausleitungen nur mehr ein Bruchteil der Wassermenge im ursprünglichen Bett belassen. Im Raum Burgkirchen etwa liegt die mittlere Abflussmenge der Alz bei 12,7 m³/s, im Alzkanal bei etwa 55 m³/s (bis zu 75 m³/s). Das abgezweigte Wasser dient hauptsächlich als Kühl- und Prozesswasser und zur Gewinnung elektrischer Energie. Große Kraftwerke befinden sich in der Laufenau und am Wasserfall bei Altenmarkt, Trostberg, Wajon bei Tacherting, Wald bei Garching, Hirten bei Burgkirchen und nördlich von Burghausen. Dabei mündet der Alzkanal nicht wie die Alz in den Inn, sondern bei Burghausen in die Salzach.
Insgesamt hat sich die Wasserqualität seit den 1980er-Jahren deutlich verbessert. Einen großen Beitrag dazu leistet die Modernisierung bzw. der Neubau von Kläranlagen, die die Alz als Vorfluter nutzen. Eines der größten Projekte davon war die 1989 in Betrieb genommene Ringkanalisation sämtlicher Anrainerorte des Chiemsees. Die Schadstoff-Einleitungen durch die Industrie nahmen einerseits durch optimierte Nutzung des Prozesswassers und dessen Reinigung, andererseits auch durch geänderte Produktpaletten ab. Trotzdem wurde unterhalb von Gendorf und dem dortigen Chemiepark im Herbst 2006 durch das Fraunhofer-Institut für Molekularbiologie und Angewandte Oekologie (IME), Aachen, Perfluoroctansäure in Konzentrationen von bis zu 56.1 μg/l und Perfluoroctansulfonsäure in Konzentrationen von bis zu 14,1 ng/l gemessen.

## Tourismus
Touristische Bedeutung hat die Obere Alz für Wasserwanderer durch ihren relativ ruhigen Verlauf. Im Zeitraum vom 1. Juli bis 31. Oktober ist es möglich, den Fluss von Seebruck bis oberhalb des Alz-Wasserfalles bei Altenmarkt mit Booten, insbesondere Schlauchbooten, zu befahren. Bei schöner Witterung herrscht insbesondere an Wochenenden ein reger Bootsbetrieb.
Der Alzfall ist mit einem mittleren Durchfluss von rund 44 m³/s der wasserreichste natürliche Wasserfall Deutschlands.
Trotz der größtenteils einfachen Strömungsverhältnisse gibt es Gefahren durch im Flussbett liegende Bäume und Felsen.
Der von der Alz abgezweigte Mühlbach dient auf einer Strecke durch das Trostberger Freibad als „Freischwimmkanal“.

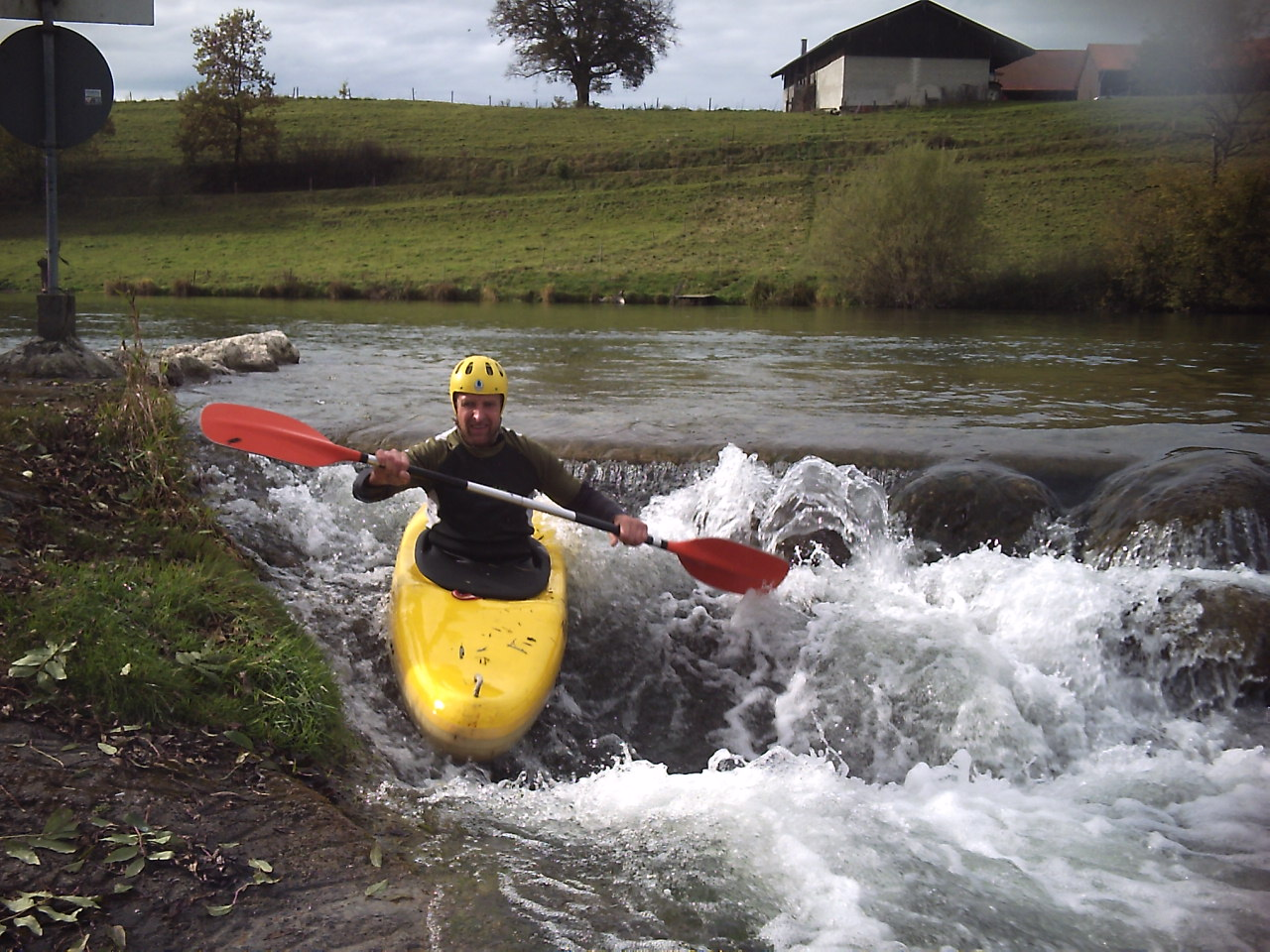
Die Obere Alz am Wehr im Höllthal
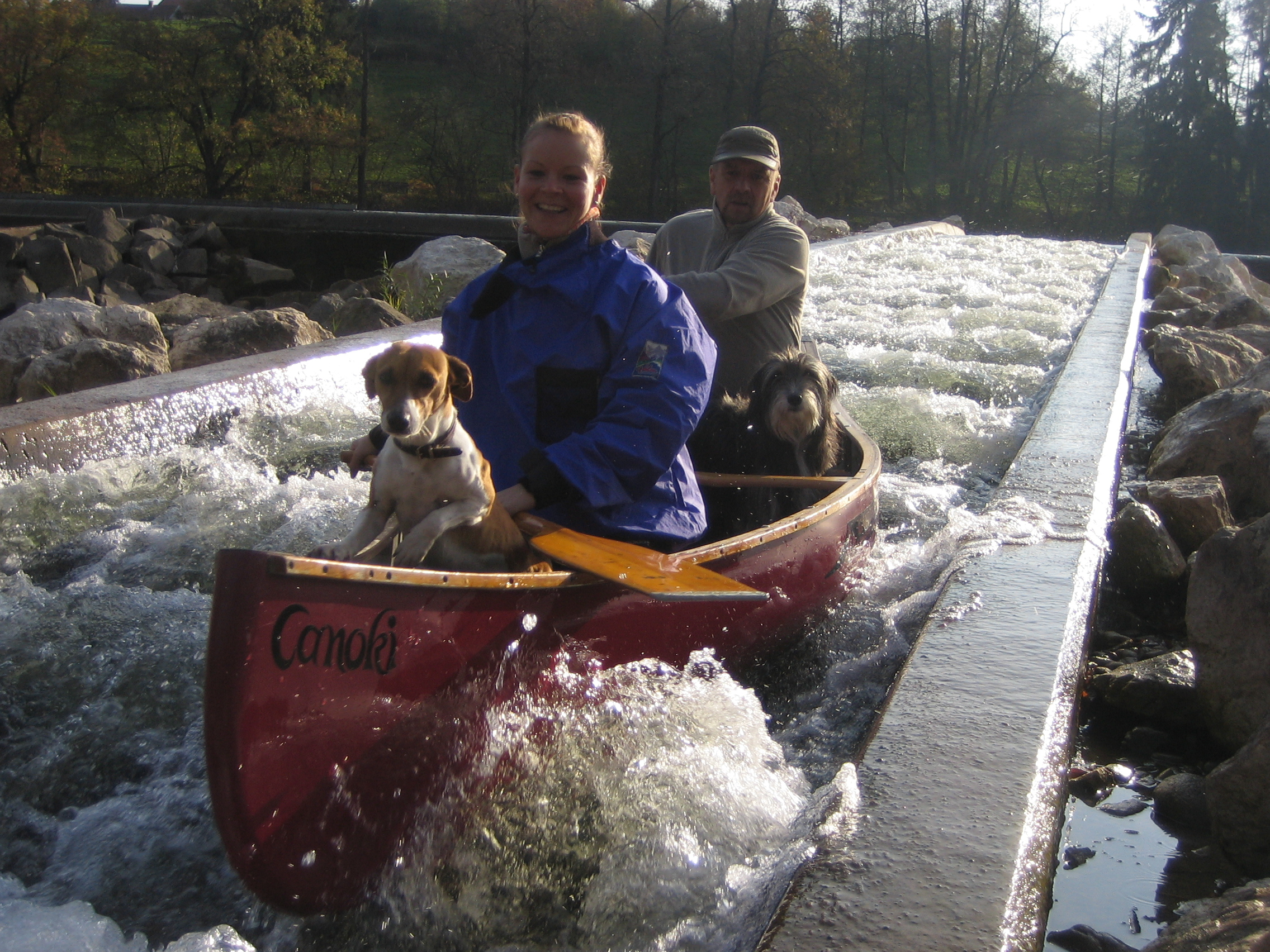
Die Borstenrampe in Truchtlaching
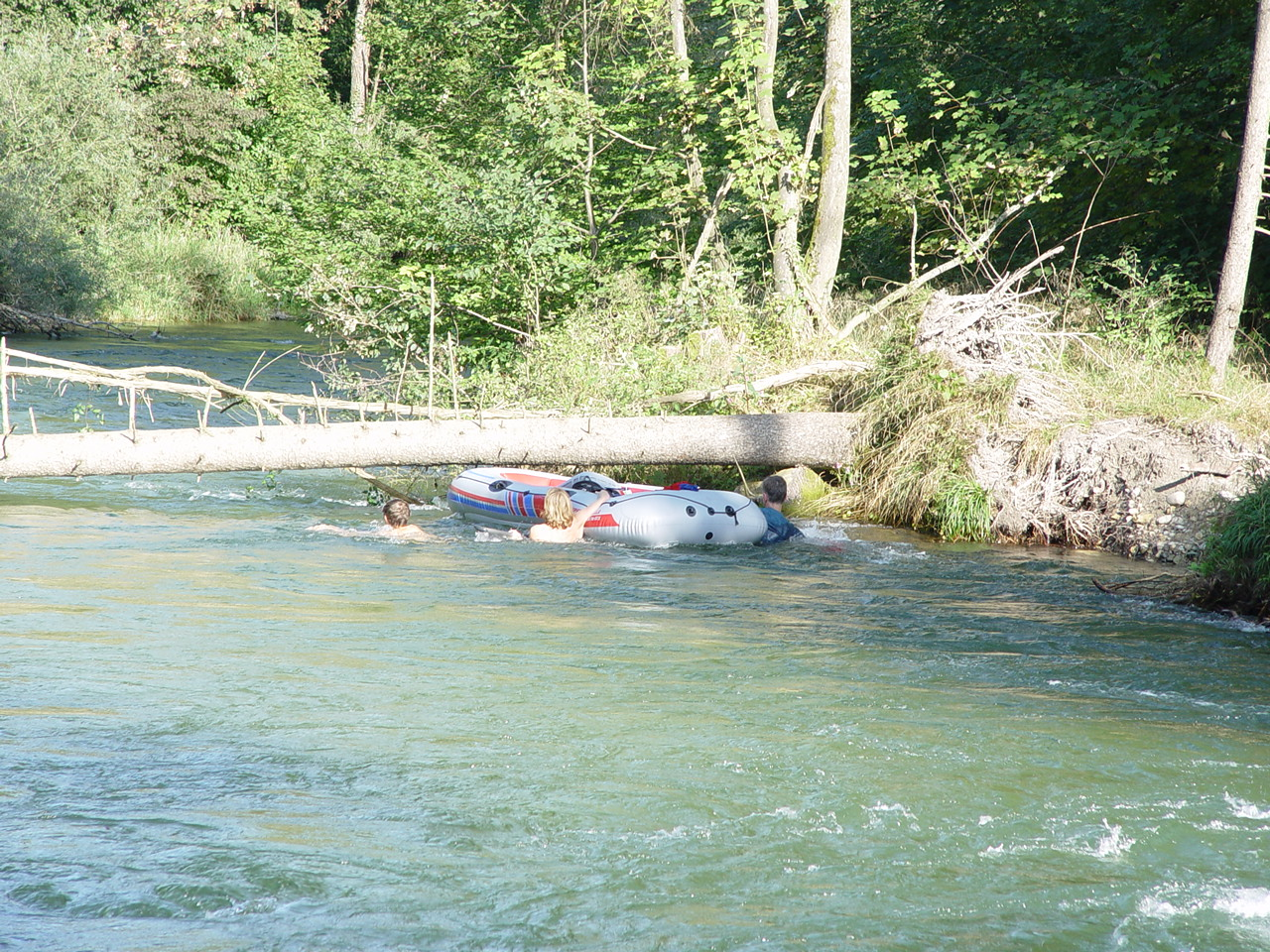
Auch die Alz kann gefährlich sein
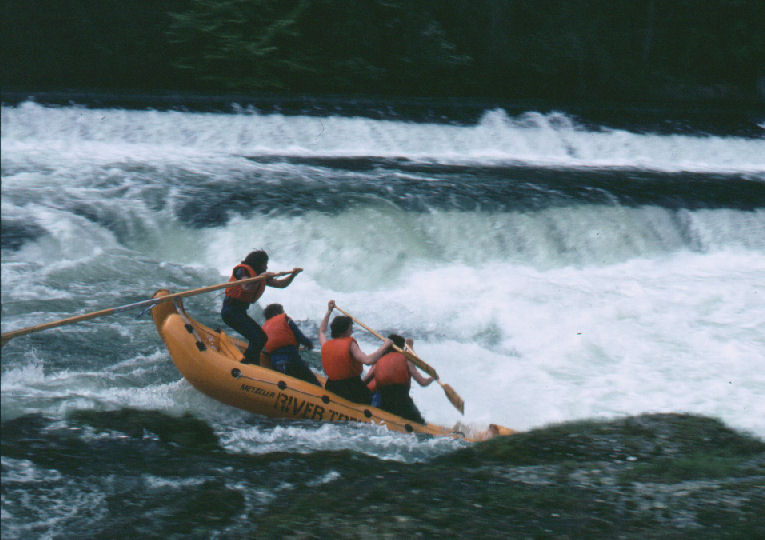
Katarakt bei Altenmarkt